# Titus Lucian Șuteu
Titus Lucian Șuteu (d. 1998) a fost un senator român în legislatura 1996-2000 ales în județul Cluj pe listele partidului PSDR. După deces, a fost înlocuit de senatorul Ioan Sabin Pop. În cadrul activității sale parlamentare, Titus Lucian Șuteu a fost membru în grupurile parlamentare de prietenie cu Republica Austria și Republica Franceză-Senat.